# Gerardo Landriani Capitani
Pour les articles homonymes, voir Capitani.
Gerardo Landriani Capitani, dit le cardinal de Côme (né à Milan en Lombardie, alors capitale du duché de Milan, et mort à Rome le 9 octobre 1445) est un cardinal italien du XVe siècle.

## Biographie
Gerardo Landriani Capitani est chanoine à Pavie. En 1418 il est nommé administrateur apostolique et en 1419 évêque de Lodi. Il assiste au concile de Bâle. En 1437 il est transféré à Côme. Il est ambassadeur du duc de Milan auprès du pape à Florence.
Le pape Eugène IV le crée cardinal lors du consistoire du 18 décembre 1439. Le cardinal Landriani est nommé légat apostolique en Lombardie en 1440 et abbé commendataire de l'abbaye de S. Maria di Chiaravalle à  Milan. On dit qu'il est empoisonné en 1445 sur ordre du duc de Milan Philippe Marie Visconti.

## Un bibliophile
Landriani était connu pour sa bibliophilie et a contribué à la redécouverte de certains textes latins classiques importants, dont le Brutus de Cicéron et les parties qui jusque-là manquaient dans l'Orateur et le De l'orateur. 